# Oldtimer- und Fahrzeugmuseum Engen
Das Oldtimer- und Fahrzeugmuseum Engen ist ein Automuseum in Deutschland.

## Geschichte
Etwa 20 Personen gründeten Anfang 2013 den Verein als Betreibergesellschaft. Im Oktober 2013 eröffneten sie das Museum in Engen. Es ist immer sonntags für Besucher geöffnet. Der Verein veranstaltet mit der Hegau Historic auch eine Oldtimerrallye.

## Ausstellungsgegenstände
Im Museum sind viele Motorräder ausgestellt, darunter eine Hoco aus den 1920er Jahren. Daneben werden ein paar Autos präsentiert. Außerdem zeigen Bilder einige Traktoren. Es gibt zwei bis drei Sonderausstellungen im Jahr.

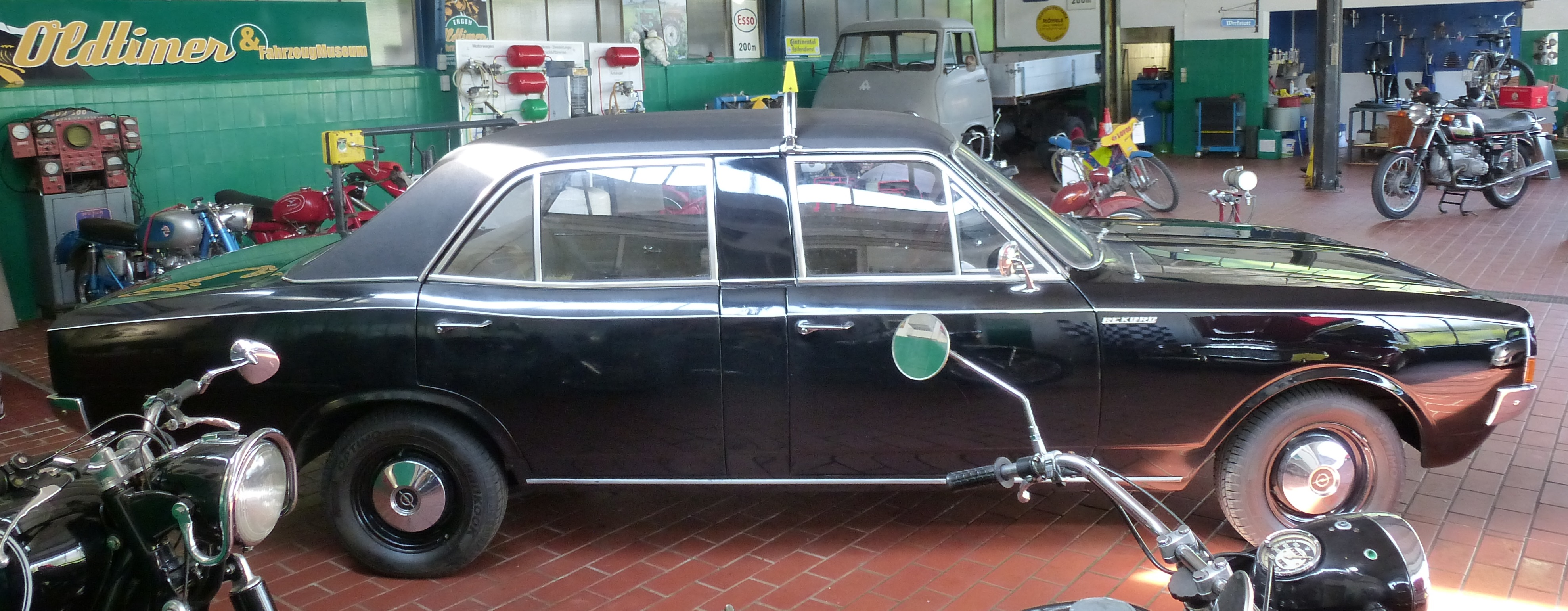
Opel Rekord C als verlängertes Taxi von Vogt
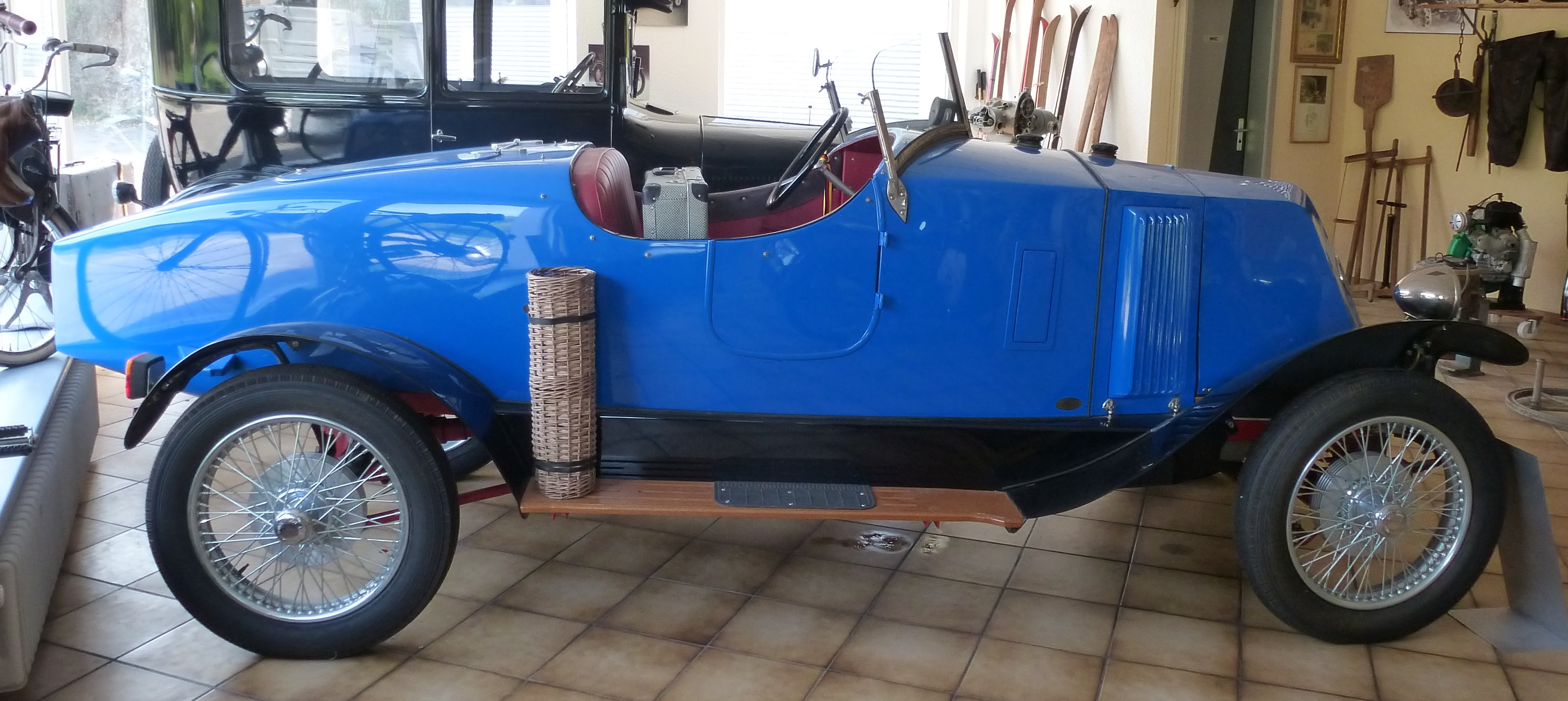
Renault Type NN mit Sonderaufbau